# Frau Cramer
Catharina (Vrouw) Schrader Cramer (1656 - 1746) va ser una destacada llevadora neerlandesa, coneguda pel seu ampli registre de naixements, de principis de l'edat moderna.
Schrader viatjava per assistir en parts difícils, tot i que acostumava a visitar a Dokkum. El seu diari, Memory book van de Vrouwens, conté gairebé 3.000 entrades de les seves experiències en parts. Al llarg de la seva carrera, no el mantenia com a diari mèdic, sinó que era un registre. Juntament amb els detalls del naixement, contenia informació financera, dades de la mare i pregàries. Schrader també escrivia un diari separat d'intervencions ginecològiques i quirúrgiques. Tenia el mateix detall que els seus casos de naixement.